# Compsibidion decemmaculatum
Compsibidion decemmaculatum är en skalbaggsart som först beskrevs av Martins 1960.  Compsibidion decemmaculatum ingår i släktet Compsibidion och familjen långhorningar. Inga underarter finns listade i Catalogue of Life.